# Hilinamoniha
Hilinamoniha is een bestuurslaag in het regentschap Nias Selatan van de provincie Noord-Sumatra, Indonesië. Hilinamoniha telt 502 inwoners (volkstelling 2010).